# Kulunkala
Kulunkala (Kouloukalan) és una regió de Guinea situada al riu Níger, just al nord-est de Basando. La capital és Nora i la regió s'estén per terrenys als dos costats del riu però majoritàriament a la riba esquerra.
Formà part dels dominis d'al-Hadjdj Umar fins que el 1878 va passar a mans de Samori Turé. La regió fou evacuada per Samori el 1891 passant llavors a França. Fou inclosa al cercle de Kankan però el 1903 es va formar el cercle de Siguiri al que va quedar integrada formant el límit pel sud-oest amb el nou cercle de Kouroussa.